# Валькнут
Валькну́т (valknot, valknut, volknut, valknutr, сердце Грунгнира, англ. Hrungnir's Heart, «узел убитых», англ. knot of the slain) — современное название фигуры в виде трёх пересекающихся треугольников, которая исторически известна по ряду находок, в том числе по двум древнескандинавским камням эпохи викингов из Швеции, где вырезаны сцены из скандинавской мифологии (Стура-Хаммарский и Тёнгельгордский камень, оба с острова Готланд). Подлинное историческое значение фигуры неизвестно.
На камнях фигура появляется в непосредственной близости от отца богов Одина. Поскольку Один тесно связан с собранием павших воинов в Вальхалле, современные авторы предполагают, что эта фигура могла быть символом смерти в битве. Снорри Стурлусон, средневековый исландский собиратель мифов, в своём «Языке поэзии» рассказывает, что у знаменитого великана Грунгнира было каменное сердце «с тремя углами», поэтому современные авторы иногда называют валькнут также «сердцем Грунгнира».
Каким бы ни было его первоначальное значение, в более позднее время его стали использовать различные неоязыческие группы — и всё чаще некоторые сторонники превосходства «белой расы» — как закодированное послание их веры в насильственную борьбу. Некоторые сторонники превосходства «белой расы», особенно расистские одинисты, используют эту фигуру в качестве расистского символа. Часто считают его знаком готовности отдать свою жизнь Одину, как правило, в битве. Среди расистских язычников символ означает, «что человек готов быть принятым в ряды избранных воинов Одина».
Неоязычники, не являющиеся расистами, также могут использовать этот символ. Конкретное использование зависит от контекста и может не являться отсылкой к расизму. Среди нерасистских неоязычников это знак загробной жизни и привязки души к Одину, главному среди скандинавских богов.
- Фигура на древнескандинавском Тёнгельгордском камне с острова Готланд, Швеция
- Фигура на древнескандинавском Стура-Хаммарском камне с острова Готланд, Швеция
- Члены американского движения ополчения с нашивками с валькнутом на митинге в Ричмонде[англ.], январь 2020